# Vittorio Visini
Vittorio Visini (ur. 25 maja 1945 w Chieti) – włoski chodziarz, trzykrotny olimpijczyk.
Zajął 8. miejsce w chodzie na 50 kilometrów na mistrzostwach Europy w 1966 w Budapeszcie. Zwyciężył w tej konkurencji na igrzyskach śródziemnomorskich w 1967 w Tunisie, a na igrzyskach olimpijskich w 1968 w Meksyku zajął 6. miejsce. Nie ukończył chodu na 50 kilometrów na mistrzostwach Europy w 1969 w Atenach, a na mistrzostwach Europy w 1971 w Helsinkach zajął 15. miejsce na tym dystansie.
Zdobył srebrny medal w chodzie na 50 kilometrów na igrzyskach śródziemnomorskich w 1971 w Izmirze, za swym rodakiem Abdonem Pamichem. Na igrzyskach olimpijskich w 1972 w Monachium zajął 7. miejsce w chodzie na 50 kilometrów i 8. miejsce w chodzie na 20 kilometrów. Zajął 4. miejsce w chodzie na 50 kilometrów na mistrzostwach Europy w 1974 w Rzymie, a chodu na 20 kilometrów nie ukończył. Na igrzyskach śródziemnomorskich w 1975 w Algierze Zajął 4. miejsce w chodzie na 20 kilometrów
Zajął 8. miejsce w chodzie na 20 kilometrów na igrzyskach olimpijskich w 1976 w Montrealu. Chodu na 50 kilometrów nie rozgrywano na tych igrzyskach, więc zorganizowano specjalne mistrzostwa świata tylko w tej konkurencji w Malmö. Visini wystąpił na tych mistrzostwach, lecz nie ukończył chodu. Na mistrzostwach Europy w 1978 w Pradze zajął 6. miejsce w chodzie na 50 kilometrów. 
Pięciokrotnie brał udział w zawodach pucharu świata, zajmując następujące miejsca: 1965 w Pescarze (20 km) – 11. miejsce, 1970 w Eschborn (50 km) – nie ukończył, 1973 w Lugano (50 km) – 9. miejsce, 1975 w Grand-Quevilly (20 km) – 5. miejsce i 1979 w Eschborn (50 km) – 23. miejsce.
Był mistrzem Włoch w chodzie na 20 kilometrów w 1970 oraz w chodzie na 50 kilometrów w latach 1970–1975 i 1981, a także mistrzem w hali w chodzie na 2000 metrów w 1970 i 1971 oraz w chodzie na 3000 metrów w latach 1972–1976 I 1978.